# Hammartjärnen (Långseruds socken, Värmland)
Hammartjärnen är en sjö i Säffle kommun i Värmland och ingår i Göta älvs huvudavrinningsområde. Sjöns area är 0,008 kvadratkilometer och den är belägen 138 meter över havet.